# Chandelier
Chandelier – utwór australijskiej piosenkarki Sii wydany 17 marca 2014 roku jako pierwszy singel promujący jej szósty album studyjny zatytułowany 1000 Forms of Fear. Piosenkę napisali Sia, Jesse Shatkin i Greg Kurstin.

## Lista utworów
- Digital download[1]

1. „Chandelier” – 3:36

- Digital remixes EP[2]

1. „Chandelier” (Four Tet Remix) – 4:31
2. „Chandelier” (Plastic Plates Remix) – 4:27
3. „Chandelier” (Cutmore Club Remix) – 5:08
4. „Chandelier” (Hector Fonseca Remix) – 6:27
5. „Chandelier” (Liam Keegan Remix) – 5:16
6. „Chandelier” (Dev Hynes Remix) – 3:44

## Notowania na listach przebojów
| Lista (2014–15)                           | Najwyższa pozycja |
| ----------------------------------------- | ----------------- |
| Australia (ARIA)                          | 2                 |
| Austria (Ö3 Austria Top 40)               | 2                 |
| Belgia (Ultratop Flandria)                | 8                 |
| Belgia (Ultratop Walonia)                 | 2                 |
| Czechy (Singles Digitál Top 100)          | 2                 |
| Dania (Tracklisten)                       | 6                 |
| Finlandia (Suomen virallinen lista)       | 5                 |
| Francja (SNEP)                            | 1                 |
| Grecja Digital Songs (Billboard)          | 1                 |
| Hiszpania (PROMUSICAE)                    | 3                 |
| Holandia (Single Top 100)                 | 27                |
| Irlandia (IRMA)                           | 5                 |
| Izrael (Media Forest)                     | 1                 |
| Japonia (Japan Hot 100)                   | 39                |
| Kanada (Canadian Hot 100)                 | 6                 |
| Liban (OLT 20)                            | 3                 |
| Niemcy (Media Control Charts)             | 10                |
| Norwegia (VG-lista)                       | 4                 |
| Nowa Zelandia (Recorded Music NZ)         | 3                 |
| Polska (AirPlay – Top)                    | 1                 |
| Portugalia (Top 20 Chart)                 | 2                 |
| Słowacja (Rádio Top 100)                  | 17                |
| Słowacja (Singles Digitál Top 100)        | 3                 |
| Stany Zjednoczone (Billboard Hot 100)     | 8                 |
| Szwajcaria (Schweizer Hitparade)          | 2                 |
| Szwecja (Sverigetopplistan)               | 4                 |
| Węgry (Single Top 40)                     | 2                 |
| Wielka Brytania (Official Charts Company) | 6                 |
| Włochy (FIMI)                             | 2                 |

| Lista (2014)                              | Najwyższa pozycja |
| ----------------------------------------- | ----------------- |
| Australia (ARIA)                          | 6                 |
| Austria (Ö3 Austria Top 40)               | 27                |
| Belgia (Ultratop Flandria)                | 43                |
| Belgia (Ultratop Walonia)                 | 5                 |
| Dania (Tracklisten)                       | 15                |
| Francja (SNEP)                            | 4                 |
| Izrael (Media Forest)                     | 3                 |
| Kanada (Canadian Hot 100)                 | 26                |
| Niemcy (Official German Charts)           | 43                |
| Nowa Zelandia (Recorded Music NZ)         | 11                |
| Polska (ZPAV)                             | 19                |
| Stany Zjednoczone (Billboard Hot 100)     | 25                |
| Stany Zjednoczone (Adult Top 40)          | 49                |
| Stany Zjednoczone (Dance Club Songs)      | 9                 |
| Stany Zjednoczone (Pop Songs)             | 43                |
| Szwajcaria (Schweizer Hitparade)          | 9                 |
| Szwecja (Sverigetopplistan)               | 15                |
| Węgry (MAHASZ)                            | 76                |
| Wielka Brytania (Official Charts Company) | 32                |
| Włochy (FIMI)                             | 15                |
| Lista (2015)                              | Najwyższa pozycja |
| Australia (ARIA)                          | 94                |
| Belgia (Ultratop Walonia)                 | 38                |
| Dania (Tracklisten)                       | 94                |
| Francja (SNEP)                            | 27                |
| Kanada (Canadian Hot 100)                 | 62                |
| Stany Zjednoczone (Billboard Hot 100)     | 90                |
| Szwajcaria (Schweizer Hitparade)          | 48                |
| Szwecja (Sverigetopplistan)               | 73                |
| Węgry (MAHASZ)                            | 44                |
| Wielka Brytania (Official Charts Company) | 42                |
| Włochy (FIMI)                             | 31                |
| Lista (2016)                              | Najwyższa pozycja |
| Korea Południowa (Gaon)                   | 100               |
| Węgry (MAHASZ)                            | 73                |
| Wielka Brytania (Official Charts Company) | 81                |

## Certyfikacje
| Państwo                      | Status                      |
| ---------------------------- | --------------------------- |
| Australia (ARIA)             | 5× platynowa płyta          |
| Austria (IFPI Austria)       | złota płyta                 |
| Belgia (BEA)                 | 2× platynowa płyta          |
| Dania (IFPI Dania)           | złota płyta                 |
| Francja (SNEP)               | diamentowa płyta            |
| Hiszpania (PROMUSICAE)       | 3× platynowa płyta          |
| Kanada (Music Canada)        | 3× platynowa płyta          |
| Meksyk (AMPROFON)            | platynowa płyta+złota płyta |
| Niemcy (BVMI)                | platynowa płyta             |
| Norwegia (IFPI Norwegia)     | złota płyta                 |
| Nowa Zelandia (RMNZ)         | 2× platynowa płyta          |
| Stany Zjednoczone (RIAA)     | platynowa płyta             |
| Szwajcaria (IFPI Szwajcaria) | platynowa płyta             |
| Szwecja (GLF)                | 4× platynowa płyta          |
| Wielka Brytania (BPI)        | 2× platynowa płyta          |
| Włochy (FIMI)                | 4× platynowa płyta          |
| Streaming                    |                             |
| Dania (IFPI Dania)           | 2× platynowa płyta          |

## Historia wydania
| Kraj              | Data             | Format                 | Wytwórnia          | Źródło  |
| ----------------- | ---------------- | ---------------------- | ------------------ | ------- |
| Belgia            | 17 marca 2014    | Digital download       | Monkey Puzzle, RCA | [ 83 ]  |
| Brazylia          | 17 marca 2014    | Digital download       | Monkey Puzzle, RCA | [ 84 ]  |
| Francja           | 17 marca 2014    | Digital download       | Monkey Puzzle, RCA | [ 85 ]  |
| Hiszpania         | 17 marca 2014    | Digital download       | Monkey Puzzle, RCA | [ 86 ]  |
| Norwegia          | 17 marca 2014    | Digital download       | Monkey Puzzle, RCA | [ 87 ]  |
| Portugalia        | 17 marca 2014    | Digital download       | Monkey Puzzle, RCA | [ 88 ]  |
| Stany Zjednoczone | 17 marca 2014    | Digital download       | Monkey Puzzle, RCA | [ 1 ]   |
| Szwecja           | 17 marca 2014    | Digital download       | Monkey Puzzle, RCA | [ 89 ]  |
| Australia         | 18 marca 2014    | Digital download       | Inertia            | [ 90 ]  |
| Wielka Brytania   | 29 czerwca 2014  | Digital download       | Monkey Puzzle, RCA | [ 91 ]  |
| Stany Zjednoczone | 30 czerwca 2014  | Hot adult contemporary | RCA                | [ 92 ]  |
| Belgia            | 22 lipca 2014    | Digital remixes EP     | Monkey Puzzle, RCA | [ 93 ]  |
| Brazylia          | 22 lipca 2014    | Digital remixes EP     | Monkey Puzzle, RCA | [ 94 ]  |
| Kanada            | 22 lipca 2014    | Digital remixes EP     | Monkey Puzzle, RCA | [ 95 ]  |
| Niemcy            | 22 lipca 2014    | Digital remixes EP     | Monkey Puzzle, RCA | [ 2 ]   |
| Norwegia          | 22 lipca 2014    | Digital remixes EP     | Monkey Puzzle, RCA | [ 96 ]  |
| Stany Zjednoczone | 22 lipca 2014    | Digital remixes EP     | Monkey Puzzle, RCA | [ 97 ]  |
| Szwajcaria        | 22 lipca 2014    | Digital remixes EP     | Monkey Puzzle, RCA | [ 98 ]  |
| Australia         | 25 lipca 2014    | Digital remixes EP     | Inertia            | [ 99 ]  |
| Nowa Zelandia     | 25 lipca 2014    | Digital remixes EP     | Inertia            | [ 100 ] |
| Włochy            | 25 lipca 2014    | Contemporary hit radio | Monkey Puzzle      | [ 101 ] |
| Niemcy            | 19 września 2014 | singel CD              | RCA                | [ 102 ] |
| Wielka Brytania   | 22 września 2014 | singel CD              | RCA                | [ 103 ] |
| Francja           | 30 września 2014 | singel CD              | RCA                | [ 104 ] |
| Kanada            | 30 września 2014 | singel CD              | RCA                | [ 105 ] |